# Gewürztraminer

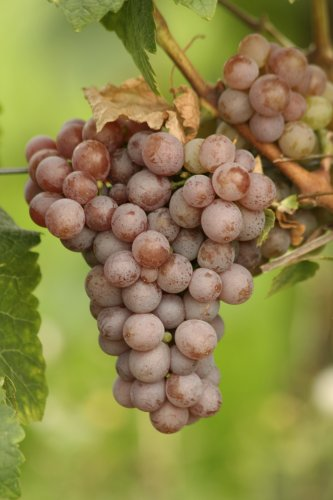
Gewürztraminerdruvor

Gewürztraminer (eller i Alsace vanligen: Gewurztraminer) är en grön vindruva som är en av de lättaste druvorna att känna igen vid en blindprovning. Det beror på att druvan ger viner med en väldigt speciell nästan parfymerad doft med inslag av rosor, persika och muskot. Druvornas färg är gråaktig med visst rött inslag och ger ett vitt vin med ett vackert, gyllene skimmer. Den räknas ibland som den enda blåa druva som ger vitt vin, andra räknar den helt enkelt till de gröna druvorna trots sin förvirrande färg eftersom den utvecklats som en mutation av en grön druva. Det röda pigmentet sitter enbart i skalet, som måste avlägsnas för att inte missfärga vinet. Druvan ger normalt ett fylligt, alkoholrikt vin med lätt oljig konsistens och låg syrlighet och används även till att göra söta viner.
I vissa delar av världen kallas den Traminer eller Traminer Aromatico. Förledet "gewürz-" är tyska och betyder "krydd-". Namnet Traminer kommer från orten Tramin (Termeno) i Sydtyrolen (Alto Adige) som ligger i norra Italien, men tidigare har tillhört Österrike, vilket förklarar användningen av tyska språket. Gewürztraminer betyder således "den kryddiga från Tramin". "Gewürz" kan även betyda arom eller aromatisk, vilket skulle betyda att det tyska namnet har samma betydelse som det italienska Traminer Aromatico.
Störst framgång och högst kvalitet har druvan åstadkommit i Alsace i Frankrike, där stavningen Gewurztraminer är vanligast. Den ger även intressanta viner i Spanien, Tyskland, Schweiz, Österrike, Ungern, Norditalien, Australien, Sydafrika och i USA samt på Nya Zeeland.